# Як-11
Як-11 (за класифікацією НАТО: Moose) — радянський навчально-тренувальний винищувач.
Використовувався країнами соціалістичного табору з 1947 по 1962 роки. Літак у своєму класі встановив ряд світових рекордів швидкості.